# Xã Ransom, Quận Nobles, Minnesota
Xã Ransom (tiếng Anh: Ransom Township) là một xã thuộc quận Nobles, tiểu bang Minnesota, Hoa Kỳ. Năm 2010, dân số của xã này là 230 người.